# Душан Максимовић Думакс
Душан Максимовић Думакс (1932 — 2008) био је српски композитор, диригент и музички педагог. Као професор музичке културе у Првој београдској гимназији провео је 15 година, а дириговао је најзначајнијим београдским академским хоровима „Крсманцем“ и „Лолом“.
У последњим периоду живота, био је музички активан као члан жирија на музичким фестивалима и такмичењима хорова. Неговао је традиционалну Српску народну и духовну музику. Међу члановима Панчевачког Српског Црквеног Певачког Друштва, којим сада диригује Мр. Вера Царина, често је помињан због своје ауторске композиције "Оче наш". Једна анегдота, везано за поменуту композицију, говори не само о шаљивости, него и о његовој скромности. Када је од стране певача похваљен за композицију, он је само одмахнуо руком у страну и шаљиво рекао: "то сам написао једно поподне, за 3 сата."